# Ernst Andersson (fotbollsspelare)
Ernst Andersson, född 26 mars 1909, död 9 oktober 1989, var en svensk fotbollsspelare och senare tränare som gjorde 29 landskamper och vann två SM-guld med IFK Göteborg. 

## Karriär
Andersson var uttagen i den svenska truppen till VM 1934 där han spelade i Sveriges båda matcher i turneringen när man åkte ut mot Tyskland i kvartsfinal. Andersson blev uttagen också till truppen till OS 1936 i Berlin, men tackade tillsammans med Fritz Berg och Arne Nyberg nej då de "inte ville vara en del av Hitlers propagandaspel". Enligt Dagens Nyheter berodde dock återbudet på "kända politiska orsaker – de göteborgska fackföreningarnas påtryckningar".
Andersson, som under större delen av sin klubbkarriär tillhörde IFK Göteborg och där blev svensk mästare år 1935 och 1942, spelade under åren 1931–1937 sammanlagt 29 landskamper (0 mål).
Från säsongen 1941/42 var Andersson spelande tränare för sitt IFK som redan första säsongen vann SM-guld. Efter höstsäsongen 1942 lade dock Andersson skorna på hyllan och lämnade även tränarsysslan som togs över av Henning Svensson under våren 1943.

## Meriter

### I landslag
Sverige
- Uttagen till VM: 1934 (spelade i Sveriges båda matcher)[3]
- 29 landskamper, 0 mål

### I klubblag
IFK Göteborg
- Svensk mästare (2): 1934/35, 1941/42

### Individuellt
- Mottagare av Stora grabbars märke, 1933

### Webbsidor
- Profil på footballzz.com
- Profil på sfi.se
- Lista på landskamper, svenskfotboll.se, läst 2013 02 20
- Sveriges trupp VM 1934, fifa.com